# 셰드 수족관

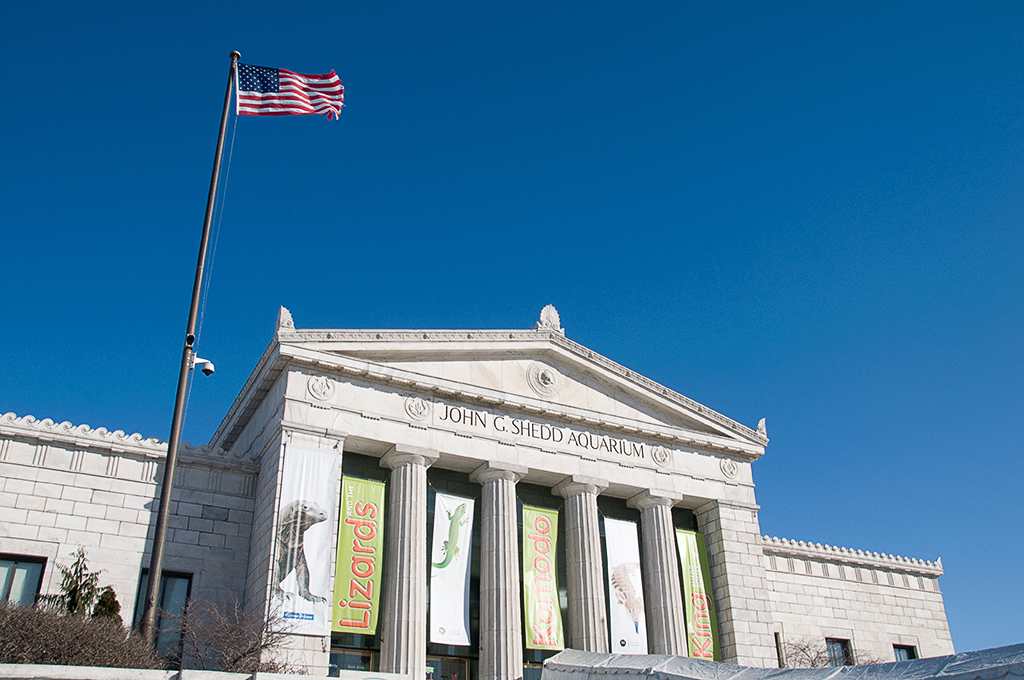
셰드 수족관

셰드 수족관(Shedd Aquarium)은 미국 일리노이주 시카고에 있는 수족관이다.

## 개요
25,000마리의 어류를 비롯한 해양 포유류, 조류, 파충류, 양서류와 곤충을 포함한 1500종의 생물을 전시하고 있다. 또한 해수어를 상설 전시한 최초의 내륙형 수족관이다. 미시간호에 면한 뮤지엄 캠퍼스에 있으며, 애들러 천문관 및 필드 자연사 박물관과 근접해 있다.
연간 약 200만명이 방문하고 있다.

## 같이 보기
- 시카고 미술관
- 링컨파크동물원